# Saint James (Jamaica)
Saint James is een parish van Jamaica. De hoofdstad van de parish is Montego Bay. De parish heeft een oppervlakte van 595 km² en had in 2001 175.127 inwoners.
De voornaamste sectoren van de economie zijn toerisme, landbouw en industrie. Een op de vier inwoners is werkzaam in de toeristensector.
De kust van St.James wordt veel bezocht door toeristen. Ten oosten van Montego Bay (Mobay), bij Ironshore en Rose Hall bevinden zich zandstranden en een groot aantal hotels en voorzieningen voor toeristen. In MoBay zelf is het toerisme begonnen bij Doctor's Cave Beach aan Gloucester Avenue. Dit is nu een geheel op toeristen ingesteld deel van de stad. Ten westen van MoBay (Reading, Unity Hall) is de kust steiler en is het toerisme meer geconcentreerd in kleinschaligere accommodaties en villa's.
Van de twaalf golfbanen met 18 holes op Jamaica liggen er vijf in St. James. De bekende Tryall Golf Club ligt enkele kilometers buiten de parish, in Hanover.
In het binnenland liggen diverse kleinere dorpen als Cambridge, Adelphi en Maroon Town.
Suikerrietplantages bevinden zich vooral in kustvlaktes bij MoBay. Het grootste deel van de parish is heuvelachtig en hier vindt vooral kleinschalige verbouw van tropische gewassen plaats. De laatste vorm van landbouw is nogal marginaal. Veel inwoners van het binnenland geven de voorkeur aan werk in de kustgebieden.
De koraalriffen in de zee rond Montego Bay hebben door de inspanningen van een Nederlands echtpaar een beschermde status gekregen. Het is nu 15,3 km² groot Marine Park, waar het onderwaterleven zo ongerept en ongestoord mogelijk moet blijven.

## Geboren
- Junior Murvin (1946)[2], reggaezanger
- Jimmy Cliff (1948), zanger
- Jah9 (1983), zangeres
- Yohan Blake (1989), atleet